# Хонока Хајаши
Хонока Хајаши (јап. 林 穂之香; 19. мај 1998) јапанска је фудбалерка.

## Репрезентација
За репрезентацију Јапана дебитовала је 2019. године.

## Статистика
| Јапан  | Јапан | Јапан |
| Год.   | Ута.  | Гол.  |
| ------ | ----- | ----- |
| 2019   | 1     | 0     |
| Укупно | 1     | 0     |